# Moschea Sankore

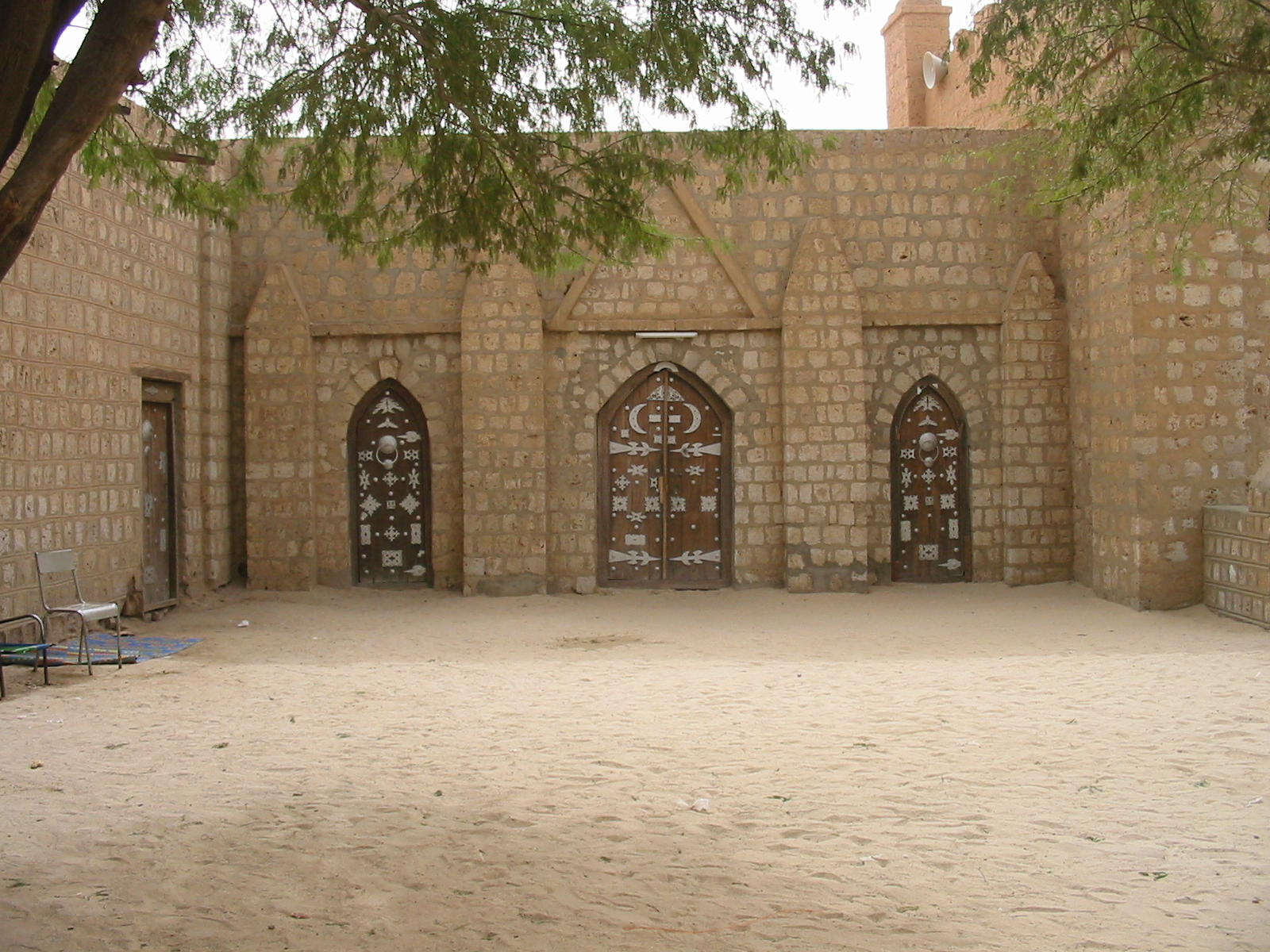

La Madrasa Sankoré, Università di Sankoré o Moschea Sankoré è uno dei tre antichi centri di insegnamenti situati a Timbuctù, Mali, Africa occidentale. Insieme alla la Moschea Djinguereber e alla Moschea Sidi Yahya, costituisce l'Università di Timbuctù. Madrasa significa scuola/università in arabo e nelle altre lingue utilizzate dalle popolazioni musulmane.

## Costruzione
L'Impero del Mali prese il controllo della città di Timbuctù nel 1324 durante il regno del Mansa Musa. Su sua iniziativa fu costruita la prima grande moschea di Sankoré e la Jingeray Ber Masjid nel 1327.
Le fondamenta della struttura precedente risalgono al 988 d.C., per ordine del supremo giudice della città, Aqib ibn Mahmud ibn Umar. Una facoltosa signora locale, nota per la sua ricchezza, finanziò i piani per trasformare Sankoré in un istituto di formazione di livello mondiale, con docenti competitivi. Fece costruire il cortile della moschea con le stesse dimensioni della Kaʿba a La Mecca, rispettandone le precise misurazioni.

## La crescita come centro d'insegnamento
Timbuctù era stata a lungo una destinazione o un punto di sosta per i mercanti del Medio Oriente e dell'Africa settentrionale. Non trascorse molto tempo prima che oltre alle merci iniziassero ad attraversare la città anche idee provenienti dalle diverse zone del mondo. Poiché la maggior parte, se non tutti, dei commercianti era musulmana, la moschea avrebbe attratto visitatori costantemente. Il tempio accumulò un patrimonio di libri provenienti da tutto il mondo musulmano, diventando non solo un centro di culto ma anche un centro d'apprendimento. I libri diventarono la merce più preziosa in città e biblioteche private si diffusero nelle abitazioni degli studiosi locali.

## Apice
Dalla fine del regno di Mansa Musa (inizio XIV secolo), la Moschea Sankoré fu trasformata completamente in una Madrasa (scuola islamica, o in questo caso università) con la più grande collezione di libri dell'Africa, sin dai tempi della Biblioteca di Alessandria. Il livello di apprendimento dell'Università Sankoré di Timbuctù era superiore a quella di qualsiasi altro centro islamico al mondo. La moschea era in grado di ospitare 25.000 studenti e la sua biblioteca, tra le più grandi al mondo, vantava tra i 400.000 e i 700.000 manoscritti.

## Organizzazione
Come centro di una comunità accademica islamica, l'università era molto diversa dall'organizzazione delle università dell'Europa medievale. Non aveva un'amministrazione centrale indipendente dall'imperatore. Non aveva registri di studenti, ma ha conservato le copie delle opere pubblicate dai suoi studenti. Era composto da diverse scuole/università completamente indipendenti tra loro, ognuna gestita da singolo maestro o imam. Gli studenti si associavano autonomamente ad un singolo insegnante e i corsi si tenevano all'aperto, nel cortile della moschea o in residenze private.

## Programma scolastico
Il programma di Sankoré e delle altre moschee dell'area è diviso in quattro livelli di istruzione. Con il diploma di ogni livello, gli studenti ricevono un turbante, che simboleggia la conoscenza acquisita. La scuola non è laica, gli argomenti di dibattito escludono ciò che non può essere approvato dal Corano. Tuttavia, l'insegnamento laico (geometria, matematica) è incluso e contribuisce allo sviluppo di individui dotati di una formazione completa.

### Scuola coranica
Il primo grado d'insegnamento (la scuola coranica) richiede la padronanza della lingua araba e della scrittura, nonché la completa conoscenza mnemonica del Corano. A questo livello gli studenti sono inoltre introdotti alle scienze di base.

### Studi generali
Il secondo grado d'insegnamento o Studi Generali è concentrato sull'immersione totale nelle scienze di base. Gli studenti apprendono la grammatica, la matematica, la geografia, la storia, la fisica, l'astronomia, la chimica, insieme ad una conoscenza più avanzata del Corano. A questo livello imparano gli ʾaḥādīth, la giurisprudenza e le scienze della purificazione spirituale, secondo l'Islam. Infine, cominciano un'introduzione al commercio e al business etico. Il giorno della laurea, gli studenti ricevono un turbante, che simboleggia la luce divina, la saggezza, la conoscenza e un'ottima condotta morale. Dopo aver ricevuto i loro diplomi, gli studenti si riuscono all'esterno dell'edificio o presso la biblioteca principale del campus e gettano i loro turbanti in aria, tenendosi per mano, rappresentando così l'essere tutti fratelli e sorelle.

### Livello superiore
Il grado superiore offre agli studenti uno studio con docenti specializzati, che fanno il lavoro di ricerca. Gran parte dell'apprendimento è incentrato su dibattiti e domande filosofiche o religiose. Prima di laurearsi a questo livello, gli studenti sono associati ad uno sheik (insegnante islamico)) e devono dimostrare di possedere un carattere forte.

### Livello degli ex alunni
L'ultimo livello di apprendimento a Sankoré o in qualsiasi delle moschee era il livello di Giudice o di Professore. Questi uomini hanno lavorato principalmente come giudici per la città e come dotti per tutte le principali città del Mali. Uno studente del terzo livello che aveva impressionato a sufficienza lo Sheikh era ammesso al "circolo della conoscenza" ed era valutato come un singolo esperto in un campo specifico. I membri di questo club erano l'equivalente dei professori di ruolo. Coloro che non lasciarono Timbuctù, rimaserò lì per insegnare o per consigliare il popolo leader della regione su importanti questioni legali e religiose. Essi ricevevano domande dai potenti (re o governatori) della regione e le redistribuivano agli studenti di terzo livello, come incarichi di ricerca. Dopo aver discusso i risultati tra loro, gli studiosi emettevano una fatwā sul miglior modo per affrontare il problema in questione.